# Mărtiniș
Mărtiniș (en hongrois : Homoródszentmárton) est une commune roumaine du județ de Harghita, dans la région historique de Transylvanie. Elle est composée des onze villages suivants:
- Aldea (Abásfalva)
- Bădeni (Bágy)
- Călugăreni (Homoródremete)
- Comănești (Homoródkeményfalva)
- Ghipeș (Gyepes)
- Locodeni (Lókod)
- Mărtiniș, siège de la commune
- Orășeni (Városfalva)
- Petreni (Homoródszentpéter)
- Rareș (Recsenyéd)
- Sânpaul (Homoródszentpál)

## Localisation
Mărtiniș est située dans le sud du comté de Harghita, à l'est de la Transylvanie dans le Pays Sicule (région ethno-culturel et linguistique), à 35 km de la ville de Miercurea Ciuc.

## Monuments et lieux touristiques
- L'église unitarienne du village de Petreni (construite au XIVe siècle), monument historique.
- L'église réformée du village de Mărtiniș (construite au XVe siècle), monument historique[3].
- L'église unitarienne du village de Mărtiniș (construite en 1889), monument historique.
- Site archeologique du village de Mărtiniș.
- Siège de "Bágyi vár" du village de Bădeni.
- Popasul păsărilor de la Sânpaul (réserve naturelle - 10 ha)[4].

## Personnalités liées à la commune
- Victor Roman (1937-1995), sculpteur, y est né et l'école a été baptisée de son nom en 1996.

## Relations internationales
La commune de Mărtiniș est jumelée avec:
- Dunavecse (Hongrie)
- Zsámbék (Hongrie)